# Vermeer Corporation
Die Vermeer Corporation (offiziell Vermeer Manufacturing Company) ist ein Maschinenbauunternehmen mit Hauptsitz in Pella im US-Bundesstaat Iowa.
Das Unternehmen stellte zu Beginn Landmaschinen her, mittlerweile werden unter anderem auch Maschinen für den Landschafts- und Tiefbau hergestellt.
In Deutschland erfolgt der Vertrieb von Produkten für den nicht-landwirtschaftlichen Einsatz durch den Generalimporteur Vermeer Deutschland GmbH, in Österreich und der Schweiz fungiert die Vermeer AG als Generalimporteur für nicht-landwirtschaftliche Produkte. Beide Unternehmen gehören zur Kifour Holding AG mit Sitz in der Schweiz.

## Geschichte
1943 entwickelte der Landwirt Gary Vermeer eine mechanische Hebevorrichtung für Anhänger und begann, diesen auch an andere Landwirte zu verkaufen. Am 22. November 1948 gründete er gemeinsam mit seinem Cousin Ralph Vermeer die Vermeer Manufacturing Company, am 3. Januar 1949 wurde das Unternehmen eingetragen.

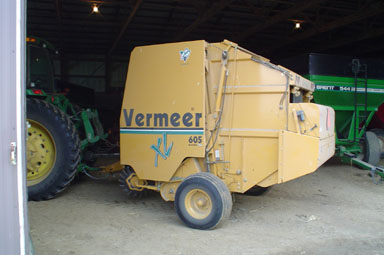
Vermeer-Rundballenpresse

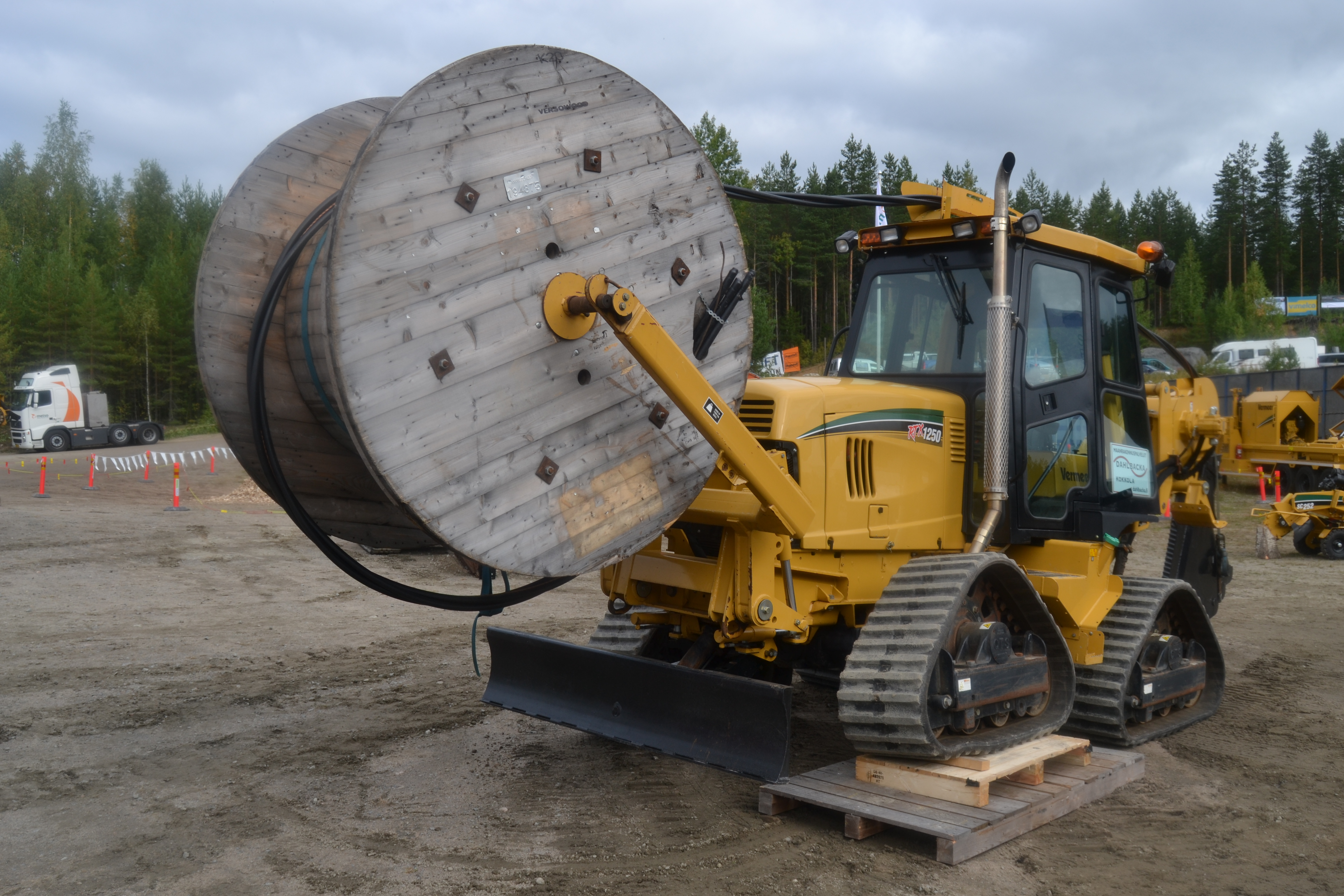
Vermeer-Traktor für die Verlegung von Versorgungsleitungen

In den 1950er Jahren wurden unter anderem Grabenfräsen und Baumstumpffräsen entwickelt. 1971 wurde die erste Festkammer-Rundballenpresse konstruiert. 1989 trat der Gründer Gary Vermeer als CEO zurück. 2003 wurde seine Tochter Mary Vermeer Andringa zum CEO des Unternehmens.
2008 übernahm Vermeer gemeinsam mit der Lely-Gruppe den Landmaschinenhersteller Welger, dabei hielt Lely drei Viertel der Anteile am Joint Venture Lely Vermeer Maschinenfabrik GmbH, während Vermeer die restlichen Anteile hielt. Vermeer erhielt dabei die Option, die Anteile auf 50 Prozent zu erhöhen, was jedoch nicht erfolgte. 2009 wurde die Firma Wildcat Manufacturing mit Sitz in Freeman übernommen. 2012 übernahm Vermeer eine Minderheitsbeteiligung an der McLaughlin Group, Inc. mit Sitz in Greenville. Am 1. November 2015 wurde Jason Andringa zum CEO der Vermeer Corporation. 2016 übernahm die Lely-Gruppe den Anteil vom Vermeer am Joint-Venture Lely Vermeer Maschinenfabrik GmbH, das Werk in Wolfenbüttel firmierte anschließend als Lely Maschinenfabrik GmbH. 2017 wurde die McLaughlin Group, Inc. vollständig übernommen. Im gleichen Jahr wurde mit der Vermeer ZR5 eine selbstfahrende Rundballenpresse vorgestellt, die Serienproduktion begann im nächsten Jahr.
Am 19. Juli 2018 wurde das Werk des Unternehmens in Pella von einem Tornado der Kategorie EF3 getroffen und teilweise zerstört, zudem wurden mehrere Personen leicht verletzt. Der Wiederaufbau nahm mehrere Jahre in Anspruch. Im Rahmen des Wiederaufbaus kam es zu einem Betrugsfall. Unter anderem wurde ein für den Wiederaufbau verantwortlicher Manager beschuldigt, Aufträge an einen befreundeten Unternehmer vergeben und Kick-back-Zahlungen erhalten zu haben. Im Dezember 2018 wurde die Firma Vac-Tron Equipment, LLC mit Sitz in Okahumpka übernommen. Anschließend wurde die Firma mit der McLaughlin Group, Inc. zur Vermeer MV Solutions, Inc. zusammengeschlossen. Im Jahr 2019 wurde die Firma Schuler Manufacturing mit Sitz in Griswold übernommen. 2020 begann man mit dem Vertrieb von MultiOne-Ladern in Nordamerika sowie der Karibik. Im nächsten Jahr erwarb man eine Minderheitsbeteiligung an MultiOne. Im November 2021 wurde eine neue Produktionsstätte für Vermeer MV Solutions in Piedmont eröffnet, welche den Standort in Greenville ersetzte.

## Standorte
Die Herstellung von Produkten erfolgt neben dem Hauptsitz in Pella auch in Freeman, Okahumpka und Piedmont. Außerhalb der Vereinigten Staaten gibt es Produktionsstätten in Tianjin in China und in Goes in den Niederlanden.